# Louis Dussour
Louis Félix Aimé Dussour, né le 14 juillet 1905 à Riom et mort dans la même ville le 6 août 1986, est un peintre français.

## Biographie
Né à Riom, Louis Dussour commence ses études artistiques à l'école régionale des beaux-arts de Clermont-Ferrand et les poursuit à l'École nationale supérieure des beaux-arts à Paris dans l'atelier d'Ernest Laurent. Disciple de Paul Baudoüin, chef de l'atelier de fresque, il consacrera à ce médium, la fresque sur mortier frais, une grande partie de sa carrière.
Il expose au Salon des indépendants en 1928 et 1929 des portraits et des paysages de son pays natal et envoie au Salon d'automne en 1928 les toiles Riom, la route de Paris et Usine à Choisy-le-Roi.
Décorateur d'un grand nombre d'églises et de monuments publics, il répondit à des commandes de particuliers et bénéficia de plusieurs commandes de l'État dont la niche centrale du Palais du thermalisme à l'Exposition internationale de Paris en 1937 qui lui a valu une médaille d'or.
Dans les années 1940, il enseigne le dessin à l'Institution Sainte-Marie de Riom, à laquelle il reste fortement attaché, y ayant lui-même été élève.
En 1943, il devient directeur de l'école des beaux-arts de Clermont-Ferrand. En 1949, il est nommé directeur de l'École nationale d'art décoratif de Nice. Il expose régulièrement à la Biennale de Menton, où il a obtenu une médaille d'or. Il fréquente Henri Matisse, Jean Cocteau, Marc Chagall et Pablo Picasso.
Il quitte l'enseignement en 1971 après avoir été nommé directeur de l'école des beaux-arts de Bourges en 1967. Il est chevalier dans l'ordre des Arts et des Lettres, commandeur dans l'ordre des Palmes académiques.
Il se consacre alors à son œuvre personnelle qu'il exprime dans la peinture de chevalet.

## Œuvres
Fresques et peintures murales
- Niche centrale du Palais du thermalisme à l'Exposition internationale de Paris, 1937
- Palais de la ville de Paris à l'Exposition internationale de Liège, 1939
- Salle des mariages, Antony, 1931
- Riom : 
  - Décors de la salle des fêtes (rideau), Institution Sainte-Marie, Riom, 1930 (détruit).
  - Ancienne Piscine, actuel gymnase la Riomoise.
  - Ancienne école Jean Moulin, une peinture murale (arbres, soleil et oiseaux) et une composition en contre-plaqués (trois personnages dont un joueur de flûte)
  - Décor du porche de la maison familiale de l'artiste, rue Antoine Arnaud.
- Clermont-Ferrand :
  - Restaurant de la Cité universitaire, 1938
  - Grand escalier de la Préfecture, 1949[4]
  - Hall du bâtiment de la Sécurité sociale, rue Pélissier, 1960
  - Halls d'immeubles privés, rue Bonnabaud et rue Colbert[5]
  - Chapelle de l'évêché
  - Chapelle de la maîtrise du Petit-Séminaire (lycée Massillon), 1939
  - Chapelle du lycée Godefroy-de-Bouillon, 1940
  - Église Saint-Genès-les-Carmes, 1942
  - Église Saint-Eutrope, 1945
- Cathédrale Sainte-Geneviève de Nanterre : fresque du Bon Samaritain, fresque de l'autel de la Vierge (cette dernière réalisée avec Paul Baudoüin), entre 1926 et 1937
- Chapelle de Sabourin
- Église d'Ars-les-Favets
- Église de Buron
- Église de La Crouzille
- Église de Saint-Priest-des-Champs
- Église de Giat. Chemin de croix en lave émaillée.
- Église Sainte-Marguerite de Ternant d'Orcines, chœur et nef de l'église, 1933
- Église du Vernet-Sainte-Marguerite
- Église de Saint-Rémy-sur-Durolle, six fresques de chaque côté de la nef, 1947
- Oratoire privé de Mgr Villot à Saint-Amant-Tallende
- Piscine Maurice Ravel de Châtel-Guyon
- Église de Chanat-la-Mouteyre
- Bâtiment monastique sud (appelé aujourd'hui La Galerie) de l'abbaye de Mozac, en haut du grand escalier : décor de frises à fleurs et une scène de l'histoire de Tobie